# Saint-Denis-Maisoncelles
Saint-Denis-Maisoncelles est une ancienne commune française, située dans le département du Calvados en région Normandie, devenue le 1er janvier 2016 une commune déléguée au sein de la commune nouvelle de Souleuvre en Bocage.
Elle est peuplée de 125 habitants.

## Géographie
La commune est en Bocage virois. L'atlas des paysages de la Basse-Normandie la localise à l'ouest de l'unité du synclinal bocain dont le paysage est caractérisé par des forêts de crêtes alternant avec des paysages ouverts aux larges panoramas. Son bourg est à 4 km au sud de Saint-Martin-des-Besaces, à 8,5 km au nord-ouest du Bény-Bocage et à 21 km au nord de Vire.
Le petit bourg est traversé par la route départementale no 185c qui le relie à La Ferrière-Harang à l'ouest et rejoint à l'est la D 85 qui permet de rejoindre Saint-Martin-des-Besaces et d'accéder à l'A84 (sortie 41) à Saint-Ouen-des-Besaces à 6 km au nord.
Saint-Denis-Maisoncelles est dans le bassin de la Vire, par son sous-affluent le Roucamps qui délimite le territoire à l'ouest. Son affluent, la Blanche Roche, fait fonction de limite au sud-est et conflue au sud.
Le point culminant (194 m) se situe sur une colline au nord-ouest du bourg. Le point le plus bas (104 m) correspond à la sortie du Roucamps du territoire, au sud. La commune est bocagère.
Le climat est océanique, comme dans tout l'Ouest de la France. La station météorologique la plus proche est Caen-Carpiquet, à 38 km, mais Granville-Pointe du Roc est à moins de 60 km. Le Bocage s'en différencie toutefois pour la pluviométrie annuelle qui, à Saint-Denis-Maisoncelles, avoisine les 1 000 mm.
Les lieux-dits sont, du nord-ouest à l'ouest, dans le sens horaire : Sous le Mont (au nord), la Robigière, la Ferme du Parc, la Valette, le Bourg, le Hameau Gautier (à l'est), la Cour, la Raterie (au sud), le Hameau Mulot (à l'ouest), le Hameau Canivet et le Hameau Panel.
| Saint-Martin-des-Besaces (comm. nouv. de Souleuvre en Bocage)                                                          | Le Tourneur (comm. nouv. de Souleuvre en Bocage)                                                          | Le Tourneur (comm. nouv. de Souleuvre en Bocage) |
| Saint-Martin-des-Besaces (comm. nouv. de Souleuvre en Bocage), La Ferrière-Harang (comm. nouv. de Souleuvre en Bocage) | Saint-Denis-Maisoncelles                                                                                  | Le Tourneur (comm. nouv. de Souleuvre en Bocage) |
| La Ferrière-Harang (comm. nouv. de Souleuvre en Bocage)                                                                | La Ferrière-Harang (comm. nouv. de Souleuvre en Bocage), Le Tourneur (comm. nouv. de Souleuvre en Bocage) | Le Tourneur (comm. nouv. de Souleuvre en Bocage) |

## Toponymie
Le nom de la localité est attesté sous la forme ecclesia Sancti Dyonisii de Mesoncellis vers 1350. La paroisse est dédiée à saint Denis, premier évêque de Paris, qu'honore le tableau du maitre-autel de l'église. Le toponyme Maisoncelles est courant. Il est issu du bas latin mansionica (« maison ») auquel est adjoint le suffixe -ella indiquant la présence. Il peut être lié à la présence d'une ou plusieurs maisons particulières, voire un château. La forme toponymique de 1350 est antérieure à la construction de l'actuel château qui n'est donc pas l'éponyme.
Le gentilé est  Saints-Dionisiens.

## Histoire
Le 1er janvier 2016, Saint-Denis-Maisoncelles intègre avec dix-neuf autres communes la commune de Souleuvre-en-Bocage créée sous le régime juridique des communes nouvelles instauré par la loi no 2010-1563 du 16 décembre 2010 de réforme des collectivités territoriales. Les communes de Beaulieu, Le Bény-Bocage, Bures-les-Monts, Campeaux, Carville, Étouvy, La Ferrière-Harang, La Graverie, Malloué, Montamy, Mont-Bertrand, Montchauvet, Le Reculey, Saint-Denis-Maisoncelles, Sainte-Marie-Laumont, Saint-Martin-des-Besaces, Saint-Martin-Don, Saint-Ouen-des-Besaces, Saint-Pierre-Tarentaine et Le Tourneur deviennent des communes déléguées et Le Bény-Bocage est le chef-lieu de la commune nouvelle.

## Politique et administration
| Période                                  | Période       | Identité        | Étiquette | Qualité     |
| ---------------------------------------- | ------------- | --------------- | --------- | ----------- |
| ?                                        | 1999          | René Demé       | SE        |             |
| 1999                                     | décembre 2015 | Claude Eudeline | SE        | Agriculteur |
| Les données manquantes sont à compléter. |               |                 |           |             |

Le conseil municipal était composé de sept membres dont le maire et deux adjoints. Ces conseillers intègrent au complet le conseil municipal de Souleuvre-en-Bocage le 1er janvier 2016 jusqu'en 2020 et Claude Eudeline devient maire délégué.

## Démographie
En 2022, la commune comptait 125 habitants. Depuis 2004, les enquêtes de recensement dans les communes de moins de 10 000 habitants ont lieu tous les cinq ans (en 2007, 2012, 2017, etc. pour Saint-Denis-Maisoncelles) et les chiffres de population municipale légale des autres années sont des estimations.
Saint-Denis-Maisoncelles a compté jusqu'à 298 habitants en 1806.
| 1793 | 1800 | 1806 | 1821 | 1831 | 1836 | 1841 | 1846 | 1851 |
| ---- | ---- | ---- | ---- | ---- | ---- | ---- | ---- | ---- |
| 280  | 277  | 298  | 295  | 289  | 292  | 262  | 290  | 251  |

| 1856 | 1861 | 1866 | 1872 | 1876 | 1881 | 1886 | 1891 | 1896 |
| ---- | ---- | ---- | ---- | ---- | ---- | ---- | ---- | ---- |
| 236  | 240  | 248  | 243  | 238  | 230  | 224  | 213  | 195  |

| 1901 | 1906 | 1911 | 1921 | 1926 | 1931 | 1936 | 1946 | 1954 |
| ---- | ---- | ---- | ---- | ---- | ---- | ---- | ---- | ---- |
| 213  | 187  | 179  | 132  | 121  | 113  | 118  | 142  | 147  |

| 1962 | 1968 | 1975 | 1982 | 1990 | 1999 | 2007 | 2012 | 2017 |
| ---- | ---- | ---- | ---- | ---- | ---- | ---- | ---- | ---- |
| 141  | 128  | 100  | 80   | 75   | 74   | 98   | 98   | 107  |

| 2019 | - | - | - | - | - | - | - | - |
| ---- | - | - | - | - | - | - | - | - |
| 107  | - | - | - | - | - | - | - | - |

## Lieux et monuments
- Église Saint-Denis (granit et schiste).
- Château de Saint-Denis (fin XVIIIe).

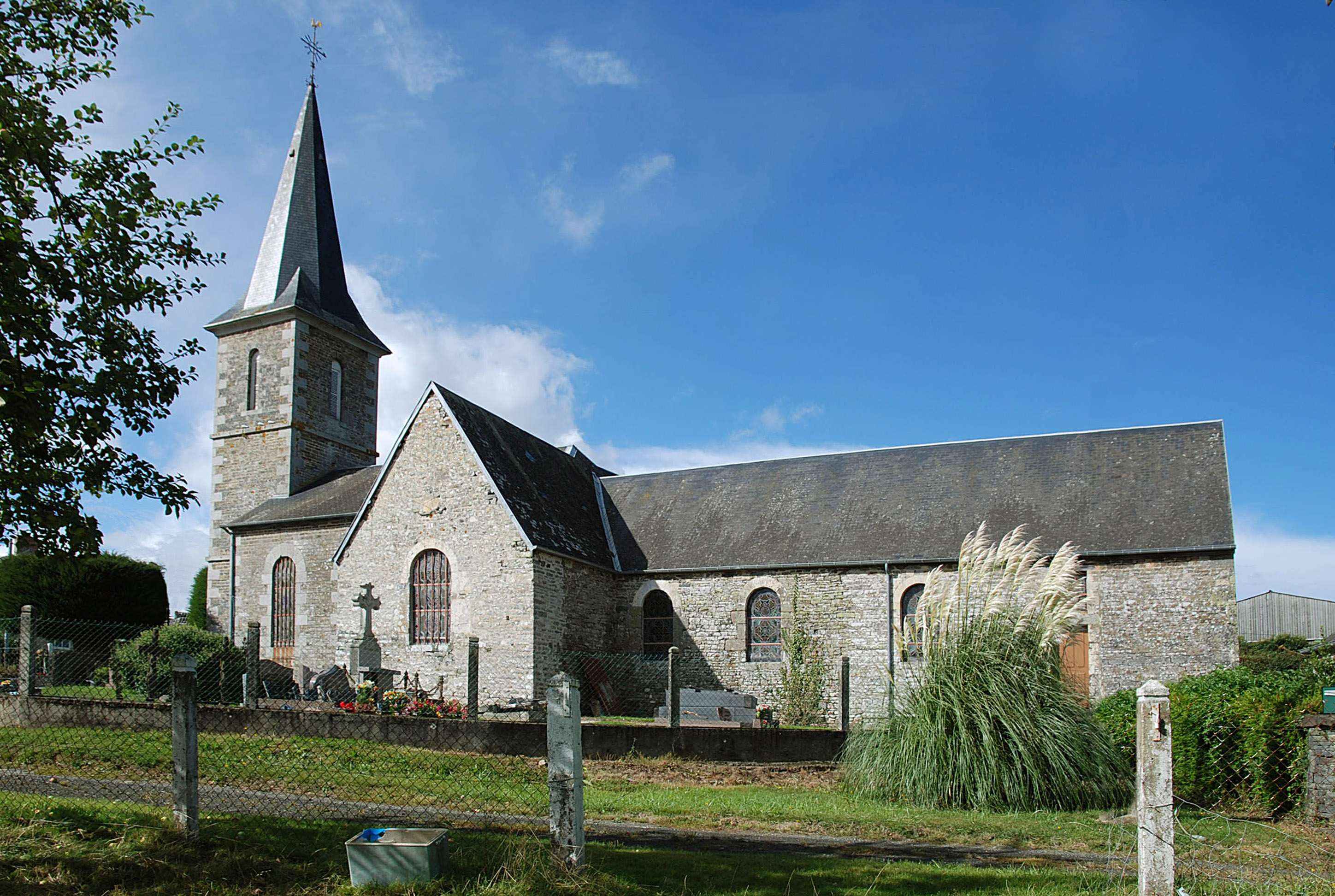
L'église Saint-Denis.
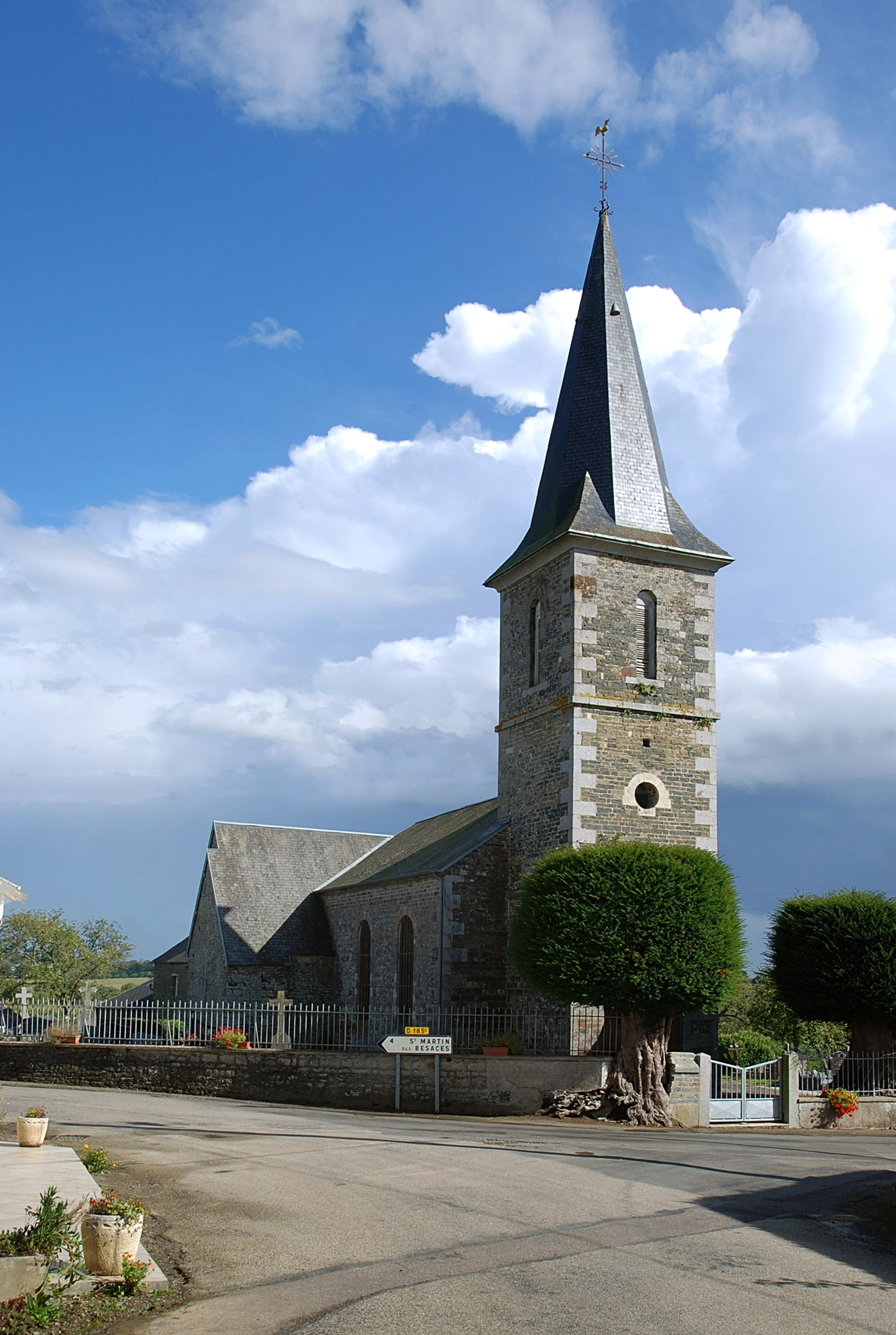
L'église Saint-Denis.
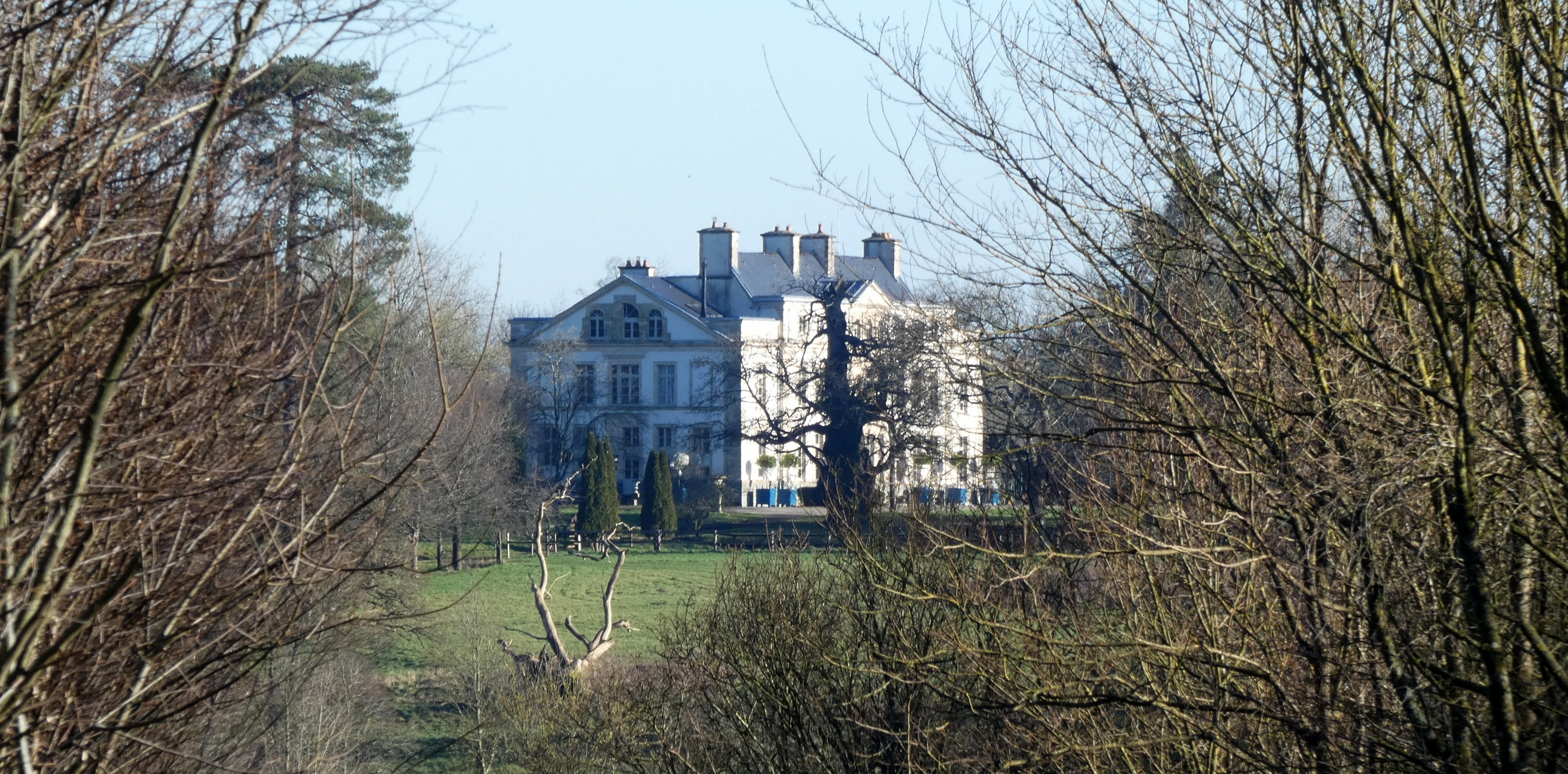
Le château.